# Maro Joković
Maro Joković (Dubrovnik, 1. listopada 1987.), hrvatski vaterpolist.
Podrijetlom iz  Župe dubrovačke gdje i sada živi u obiteljskoj kući u Srebrenom. Prve vaterpolske korake počinje u  VK Gusar iz  Mlina u Župi. Brzo napreduje i nakon nekoliko godina prelazi u VK Jug iz Dubrovnika gdje je igrao do kraja sezone 2012./13. na poziciji napadača. Za sezonu 2013./14. i 2014./15. potpisao je ugovor s Pro Reccom. Od sezone 2015./16. ponovno je igrač Juga.
Nastupio je za hrvatsku vaterpolsku reprezentaciju na mnogo važnih natjecanja. S Jugom osvojio je naslov prvaka Europe 2006. i Europski superkup. Osvojio je zlatnu medalju na Svjetskom prvenstvu 2007. u Melbourneu. 
Kao igrač Juga osvojio je naslov prvaka Europe 2016. godine. Na završnom turniru postigao je niz važnih pogodaka, uključujući dalekometni pogodak za 5:4 u završnoj utakmici protiv Olympiakosa.